# Углевик (община)
Углевик (на сръбски: Општина Угљевик) е община, разположена в Република Сръбска, част от Босна и Херцеговина. Неин административен център е град Углевик. Общата площ на общината е 173.37 км2. Населението ѝ през 2004 година е 17 005 души.